# Paul Crook
Paul Crook (12 de febrero de 1966 en Plainfield, Nueva Jersey) es un guitarrista estadounidense, popular por su trabajo con Meat Loaf, Anthrax, Sebastian Bach y Marya Roxx. En la actualidad hace parte de la banda de gira de Meat Loaf.

## Obra
- Meat Loaf: "Braver Than We Are" 2016
- Frank DiMino: "Old Habits Die Hard" 2015
- Meat Loaf: "In And Out Of Hell"
- Meat Loaf: "Guilty Pleasures" 2012
- Meat Loaf: "Hell In A Handbasket" 2011
- Meat Loaf: "Hang Cool Teddy Bear" 2010
- Adam Lambert: "Time For Miracles" 2012
- Meat Loaf: "In Search Of Paradise"
- Meat Loaf: "Bat Out Of Hell III, The Monster's Loose"
- Marya Roxx: "21?!"
- Meat Loaf: 3 Bats Live
- Meat Loaf: Bat Out of Hell: Live with the Melbourne Symphony Orchestra
- Meat Loaf: Bat Out of Hell III: The Monster Is Loose
- Meat Loaf: "Couldn't Have Said It Better"
- Anthrax: Stomp 442
- Anthrax: Volume 8: The Threat Is Real
- Anthrax: "Twister Forever"
- Anthrax: "The Four Horsemen"
- Sebastian Bach: "The Last Hard Men"
- Glenn Hughes: "Building The Machine"
- M.O.D.: The Rebel You Love to Hate
- John Carpenter: Ghosts of Mars

## Bandas
- Actual guitarrista de Meat Loaf
- Guitarrista del musical tributo a Queen We Will Rock You en Las Vegas 2004-05
- Guitarrista de Anthrax 1995-2001
- Guitarrista de Sebastian Bach